# Vojtech Alexander
Vojtech Alexander (słow.), Alexander Béla (węg.) (ur. 1857 w Kieżmarku, zm. 1916 w Budapeszcie) – słowacki radiolog i naukowiec pracujący w królestwie Węgierskim. Był założycielem radiologii w Królestwie Węgierskim.
Studiował na Akademii Medycznej w Budapeszcie. Od 1881 roku, pracował w Instytucie Anatomicznym w Budapeszcie jako asystent, a następnie pracował jako lekarz ogólny. Przez długi czas sprawował funkcję sekretarza Stowarzyszenia lekarzy i farmaceutów.
Jako pierwszy na Węgrzech wykorzystywał aparaturę rentgenowską do leczenia pacjentów. Badania nad promieniowaniem prowadził od 1896 roku.
W 1907 roku został mianowany szefem pierwszego laboratorium rentgenowskiego w klinice w Budapeszcie. W 1914 roku otrzymał stopień profesora. Opublikował 59 prac dotyczących badań naukowych. Zbiór zdjęć rentgenowskich, wykonanych przez niego w l. 1898-1909, przechowywanych jest w oddziale Archiwum Państwowego w Lewoczy (słow. Spišský archív v Levoči).